# Juan Hidalgo de Polanco
Juan Hidalgo de Polanco (Madrid, 28 de setembre de 1614 – Madrid, 31 de març de 1685), va ser un compositor espanyol del Barroc. Arpista a la Cort de Madrid i mestre de la Real Cámara de Felip IV i Carles II, és autor de l'òpera espanyola més antiga de la qual es conserva la partitura: Celos aun del aire matan (1660), amb text de Calderón de la Barca. S'hi troben tant els primers elements d'un estil nacional hispà, i la seva major fama procedeix de les seves produccions destinades als teatres madrilenys. Juan Hidalgo va ser un dels autors de música teatral més coneguts de la segona meitat del segle xvii.
Va néixer en una família de músics i en rebé formació musical. L'any 1631 va ingressar com a arpista i clavicordista a la Real Capilla, on va romandre la resta de la seua vida, esdevenint una de les figures musicals més importants de la Cort. L'any 1658 va posar música a l'obra d'Antonio de Solís Triunfos de amor y fortuna (Triomfs d'amor i fortuna) que es va estrenar el 27 de febrer d'aquell mateix any. També va posar música a diversos textos de Pedro Calderón de la Barca, col·laboració que es va iniciar l'any 1658 amb El laurel de Apolo (El llorer d'Apol·lo), que va ser una de les primeres obres musicals a ser denominada com a sarsuela. Entre 1659 i 1660, per a commemorar la Pau dels Pirineus i els matrimonis entre membres de les cases reials francesa i espanyola, van estrenar-se La púrpura de la rosa i Celos aun del aire matan. Amb Calderón de la Barca, va tornar a col·laborar en nombroses ocasions però també va col·laborar amb altres dramaturgs de l'època com ara Juan Bautista Diamante, Francisco de Avellaneda o Juan Vélez de Guevara.
Va dominar la música teatral i profana de la Cort espanyola fins a la seua mort. Va ser un compositor molt prolífic i va gaudir de gran popularitat al llarg de tota la seua carrera. El seu paper en la història del teatre musical espanyol pot comparar-se al de Henry Purcell a Gran Bretanya o al de Jean-Baptiste Lully a França. Va compondre almenys set obres religioses al·legòriques, per a ser representades a les festes del Corpus Christi. Entre les seues obres per a la cort hi ha cançons per a setze comèdies, diverses sarsueles i semi-òperes, i dues òperes de gran qualitat. També va deixar un 113 villancets i tonos humanos i música litúrgica (se'n coneixen dues misses, dos motets i un responsori a vuit veus, Deum astro filamante).
La major part de la seva producció, guardada al Reial Alcàsser de Madrid, va desaparèixer en l'incendi de l'edifici en 1734. Fou enterrat a la capella de Nuestra Señora de los Remedios de l'església madrilenya de San Ginés. Una altra part de la seva producció es conserva al Arxiu Diocesà de Girona (molts dels manuscrits es conserven en mal estat degut a térmits) i al fons de l'Església parroquial de Sant Pere i Sant Pau de Canet del Mar.
Va inventar un instrument nou, que va batejar amb el nom de «clavi-arpa».

## Obres
- Segona meitat S. XVII - De Maria las glorias.
- 1658 - Triunfos de amor y fortuna, amb text d'Antonio de Solís. Música perduda.
- 1657-58 - El laurel de Apolo.
- 1659-60 - La púrpura de la rosa, amb text de Calderón. Música perduda; se'n conserva la versió estrenada en 1701 amb música de Tomás de Torrejón y Velasco, que es basa en la d'Hidalgo.
- 1660 - Celos aun del aire matan, amb text de Calderón. Transcripció i harmonització de Josep Subirà i Puig, publicada per l'Institut d'Estudis Catalans.[2] Estrenada al Coliseo del Real Retiro.
- 1662 - Ni amor se libra de amor. Música perduda. Es va revisar en 1669 i s'estrenà novament en 1679 com a Psiquis y Cupido.
- Tercer terç S. XVII - En la mesa del altar.
- Tercer terç S. XVII - Ay de mi pena si al fuego la entrego.
- Tercer terç S. XVII - Que quiere el amor de mi.
- Tercer terç S. XVII - Aunque viene del otro mundo.
- Tercer terç S. XVII - Si buscas agua y fuego.
- Tercer terç S. XVII - Venid a la angélica lucha.
- Tercer terç S. XVII - Aÿ Amor ciego ayer. L'acompanyament ve com a "Entablatura a Duo".
- Tercer terç S. XVII - Para que es amor.
- Tercer terç S. XVII - Finezas, cariños, alago y fabor.
- Tercer terç S. XVII - Presas tienes las almas.
- Tercer terç S. XVII - Pues muere Dios amante.
- Tercer terç S. XVII - Ya amor tiene vista.
- Tercer terç S. XVII - Ay de amor muero yo. El paper de l'acompanyament és d'una altra mà, posterior a la resta de les particel·les, i està en Si b M. A la particel·la del Tible 1 s'hi conserva un pautat tatxat amb una altra música "a 4 de Joan ydalgo".
- 1672 - La estatua de Prometeo. Música perduda.
- 1672 - Los celos hacen estrellas, amb text de Juan Vélez de Guevara. Música perduda.
- 1672 - Alfeo y Aretusa, amb text de Juan Bautista Diamante. Música perduda.
- 1675 - Al templo de Palas, amb text d'Avellaneda. Música perduda.
- 1680 - Hado y divisa de Leonido y Marfisa. Música perduda.
- 1684 - Apolo y Leucotea, amb text de Scotti de Agoiz. Música perduda.
- 1688 - A galan dame pan como flores.
- Finals S. XVII - La roza hermosa mirando al clavel.
- Finals S. XVII - Donde esta mi dueño.
- Finals S. XVII - Principis S. XVIII - Imperios del abril.
- Finals S. XVII - Principis S. XVIII - Pajaros ojas y ramas.